# Уиггинс, Аарон
Аарон Уиггинс (англ. Aaron Wiggins; род. 2 января 1999, Гринсборо, Северная Каролина) — американский профессиональный баскетболист, выступающий за клуб НБА «Оклахома-Сити Тандер». Играет на позиции атакующего защитника и лёгкого форварда.

## Профессиональная карьера
Уиггинс был выбран во втором раунде драфта НБА 2021 года 55-м номером командой «Оклахома-Сити Тандер». Уиггинс хорошо проявил себя в Летней лиге НБА, где в составе «Тандер» был вторым по результативности, в среднем набирая 11,2 очков за игру. 15 августа 2021 года он подписал двусторонний контракт с «Тандер». По условиям сделки он делил время между «Тандер» и их фарм-клубом в Джи-Лиге НБА командой «Оклахома-Сити Блю». 26 декабря 2021 года Уиггинс набрал рекордные в карьере 24 очка против «Нью-Орлеан Пеликанс», он реализовал 8 из 10 бросков с игры и 2 из 4 трёхочковых. 12 февраля 2022 года «Тандер» конвертировал двусторонний контракт Уиггинса в стандартный контракт НБА.
7 июля 2024 года Уиггинс вновь подписал контракт с «Тандер». 1 февраля 2025 года Уиггинс набрал рекордные в карьере 41 очко и 14 подборов в игре против «Сакраменто Кингз».

## Статистика

### Статистика в НБА
| Сезон                                                                                    | Команда       | Регулярный сезон | Регулярный сезон | Регулярный сезон | Регулярный сезон | Регулярный сезон | Регулярный сезон | Регулярный сезон | Регулярный сезон | Регулярный сезон | Регулярный сезон | Регулярный сезон | Серия плей-офф | Серия плей-офф | Серия плей-офф | Серия плей-офф | Серия плей-офф | Серия плей-офф | Серия плей-офф | Серия плей-офф | Серия плей-офф | Серия плей-офф | Серия плей-офф |
| Сезон                                                                                    | Команда       | GP               | GS               | MPG              | FG%              | 3P%              | FT%              | RPG              | APG              | SPG              | BPG              | PPG              | GP             | GS             | MPG            | FG%            | 3P%            | FT%            | RPG            | APG            | SPG            | BPG            | PPG            |
| ---------------------------------------------------------------------------------------- | ------------- | ---------------- | ---------------- | ---------------- | ---------------- | ---------------- | ---------------- | ---------------- | ---------------- | ---------------- | ---------------- | ---------------- | -------------- | -------------- | -------------- | -------------- | -------------- | -------------- | -------------- | -------------- | -------------- | -------------- | -------------- |
| 2021/22                                                                                  | Оклахома-Сити | 50               | 35               | 24,2             | 46,3             | 30,4             | 72,9             | 3,6              | 1,4              | 0,6              | 0,2              | 8,3              | Не участвовал  | Не участвовал  | Не участвовал  | Не участвовал  | Не участвовал  | Не участвовал  | Не участвовал  | Не участвовал  | Не участвовал  | Не участвовал  | Не участвовал  |
| 2022/23                                                                                  | Оклахома-Сити | 70               | 14               | 18,5             | 51,2             | 39,3             | 83,1             | 3,0              | 1,1              | 0,6              | 0,2              | 6,8              | Не участвовал  | Не участвовал  | Не участвовал  | Не участвовал  | Не участвовал  | Не участвовал  | Не участвовал  | Не участвовал  | Не участвовал  | Не участвовал  | Не участвовал  |
| 2023/24                                                                                  | Оклахома-Сити | 78               | 4                | 15,7             | 56,2             | 49,2             | 78,9             | 2,4              | 1,1              | 0,7              | 0,2              | 6,9              | 10             | 0              | 15,7           | 48,9           | 30,0           | 90,9           | 3,2            | 1,0            | 0,6            | 0,3            | 6,2            |
|                                                                                          | Всего         | 198              | 53               | 18,9             | 51,4             | 39,4             | 78,0             | 2,9              | 1,2              | 0,6              | 0,2              | 7,3              | 10             | 0              | 15,7           | 48,9           | 30,0           | 90,9           | 3,2            | 1,0            | 0,6            | 0,3            | 6,2            |
| Наведите курсор мыши на аббревиатуры в заголовке таблицы, чтобы прочесть их расшифровку. |               |                  |                  |                  |                  |                  |                  |                  |                  |                  |                  |                  |                |                |                |                |                |                |                |                |                |                |                |

### Статистика в Джи-Лиге
| Сезон                                                                                    | Команда           | Регулярный сезон | Регулярный сезон | Регулярный сезон | Регулярный сезон | Регулярный сезон | Регулярный сезон | Регулярный сезон | Регулярный сезон | Регулярный сезон | Регулярный сезон | Регулярный сезон | Серия плей-офф | Серия плей-офф | Серия плей-офф | Серия плей-офф | Серия плей-офф | Серия плей-офф | Серия плей-офф | Серия плей-офф | Серия плей-офф | Серия плей-офф | Серия плей-офф |
| Сезон                                                                                    | Команда           | GP               | GS               | MPG              | FG%              | 3P%              | FT%              | RPG              | APG              | SPG              | BPG              | PPG              | GP             | GS             | MPG            | FG%            | 3P%            | FT%            | RPG            | APG            | SPG            | BPG            | PPG            |
| ---------------------------------------------------------------------------------------- | ----------------- | ---------------- | ---------------- | ---------------- | ---------------- | ---------------- | ---------------- | ---------------- | ---------------- | ---------------- | ---------------- | ---------------- | -------------- | -------------- | -------------- | -------------- | -------------- | -------------- | -------------- | -------------- | -------------- | -------------- | -------------- |
| 2021/22                                                                                  | Оклахома-Сити Блю | 6                | 3                | 26,3             | 63,0             | 36,4             | 100,0            | 5,7              | 2,7              | 1,3              | 0,3              | 12,5             | Не участвовал  | Не участвовал  | Не участвовал  | Не участвовал  | Не участвовал  | Не участвовал  | Не участвовал  | Не участвовал  | Не участвовал  | Не участвовал  | Не участвовал  |
| 2022/23                                                                                  | Оклахома-Сити Блю | 1                | 1                | 31,4             | 40,0             | 20,0             | 50,0             | 6,0              | 8,0              | 2,0              | 1,0              | 14,0             | Не участвовал  | Не участвовал  | Не участвовал  | Не участвовал  | Не участвовал  | Не участвовал  | Не участвовал  | Не участвовал  | Не участвовал  | Не участвовал  | Не участвовал  |
|                                                                                          | Всего             | 7                | 4                | 27,1             | 57,4             | 31,3             | 88,9             | 5,7              | 3,4              | 1,4              | 0,4              | 12,7             | Не участвовал  | Не участвовал  | Не участвовал  | Не участвовал  | Не участвовал  | Не участвовал  | Не участвовал  | Не участвовал  | Не участвовал  | Не участвовал  | Не участвовал  |
| Наведите курсор мыши на аббревиатуры в заголовке таблицы, чтобы прочесть их расшифровку. |                   |                  |                  |                  |                  |                  |                  |                  |                  |                  |                  |                  |                |                |                |                |                |                |                |                |                |                |                |

### Статистика в NCAA
| Сезон | Команда  | Conf    | Class | GP | GS | MPG  | FG%  | 3P%  | FT%  | RPG | APG | SPG | BPG | PPG  |
| --- | -------- | ------- | ----- | -- | -- | ---- | ---- | ---- | ---- | --- | --- | --- | --- | ---- |
| 2018/19 | Мэриленд | Big Ten | FR    | 34 | 4  | 23,5 | 38,5 | 41,3 | 86,7 | 3,3 | 0,8 | 0,8 | 0,2 | 8,3  |
| 2019/20 | Мэриленд | Big Ten | SO    | 31 | 16 | 28,6 | 37,7 | 31,7 | 71,7 | 4,9 | 1,4 | 0,8 | 0,4 | 10,4 |
| 2020/21 | Мэриленд | Big Ten | JR    | 31 | 30 | 33,0 | 44,6 | 35,6 | 77,2 | 5,8 | 2,5 | 1,1 | 0,5 | 14,5 |
| Всего | Всего    | Всего   | Всего | 96 | 50 | 28,2 | 40,7 | 36,1 | 76,9 | 4,6 | 1,6 | 0,9 | 0,4 | 11,0 |
| Наведите курсор мыши на аббревиатуры в заголовке таблицы, чтобы прочесть их расшифровку Статистика приведена с сайта sports-reference.com |          |         |       |    |    |      |      |      |      |     |     |     |     |      |